# Kokkínion
Kokkínion (Kokkini) är en ort i Grekland.   Den ligger i prefekturen Nomós Kerkýras och regionen Joniska öarna, i den västra delen av landet, 400 km nordväst om huvudstaden Aten. Kokkínion ligger 102 meter över havet och antalet invånare är 580. Den ligger på ön Korfu.
Terrängen runt Kokkínion är platt åt nordost, men åt sydväst är den kuperad. Havet är nära Kokkínion åt sydväst. Runt Kokkínion är det ganska tätbefolkat, med 172 invånare per kvadratkilometer. Närmaste större samhälle är Korfu, 9,0 km öster om Kokkínion. 